# Nádor szálló
A Nádor szálló Pécs belvárosában, a Széchenyi téren álló, jelenleg nem üzemelő szállodája, mely korábban a város legpatinásabb hoteleként funkcionált.

## Története

### Első Nádor
A Nádor szálló jelenlegi helyén a középkortól kezdve egy kétemeletes ház állt. A Széchenyi tér keleti fele a 19. századig egyenetlen, zegzugos volt, a 18. századtól a gyakori tűzvények miatt szerszámház üzemelt. 1844-ben kiköltözött a katonaság, 1845-ben megépült az első Nádor szálló, mely a nevét az akkori korban sok más szállodával együtt József nádorról kapta. Ezt a hotelt a Schönherr család építtette és tulajdonolta. Két emeleten harminc díszesen bútorozott szobából állt. A szabadságharc alatt előbb a királyi, majd később a császári csapatok itt rendezték be főhadiszállásukat. 1882-ben megnyílt a budapesti vasút, ennek következtében az egyre inkább elavult szállodának a megújulás egyre égetőbb problémájává vált. 1901-ben balesetben elhunyt a szállodát vezető Schönherr Mihály, akinek Erzsébet lánya Perczel Béla felesége volt – a szálloda így az örökség útján a Perczelek kezébe került.

### A második Nádor
A család anyagi helyzete lehetővé tette, hogy az egyszerű klasszicista épületet 1902 februárjában elkezdjék lebontani, melynek helyén októberben már állt a Schlauch Imre által szecessziós stílusban tervezett szállodája. Mivel a Nádor felépülésével a tér keleti oldala szűkült, 1909-től a közlekedést a nyugati oldalra helyezték át.
A Perczel-család 1918-ban 650 000 koronáért Szigethy Edének eladta. A gazdasági viharok következtében több tulajdonosváltás után 1934-ben a Pannónia Sörfőző Rt vette meg 250 000 pengőért, melyet az 1953-ban bekövetkezett államosításig üzemeltetett.
A szállót a húszas években egyesítették a Pannónia Szállóval (ma Hotel Palatinus). A Nádor 75 szobával rendelkezett, a szobákban stílusbútorok, perzsaszőnyegek voltak, velencei kristálycsillárok lógtak, a korban újdonságnak számító központi fűtés és elektromos világítás is helyet kapott. Emellett 220 fős étterem, 100 fős kávéház, 100 fős vadászterem, 120 fős söröző is tartozott. Az étteremnek szétnyitható kupolatetője volt. 1961-ben cukrászda nyílt a szállóban. 1961-ben 21643 belföldi és 2386 külföldi vendéget fogadott.

### Államosítás után
A Nádor a szocialista időkben is pezsgő életnek adott otthont, törzsvendég volt Bertha Bulcsu, Lázár Ervin, Csukás István, Csorba Győző, Várkonyi Nándor, megfordult a kávéházban Illyés Gyula, Déry Tibor, Bessenyei Ferenc, Kálmán György, Mensáros László, Haumann Péter, Bálint András, Eck Imre, Esztergályos Cecília, Medveczky Ilona; Sinkovits Imre és felesége a Nádorban töltötte a nászutat.

### A bezárás óta

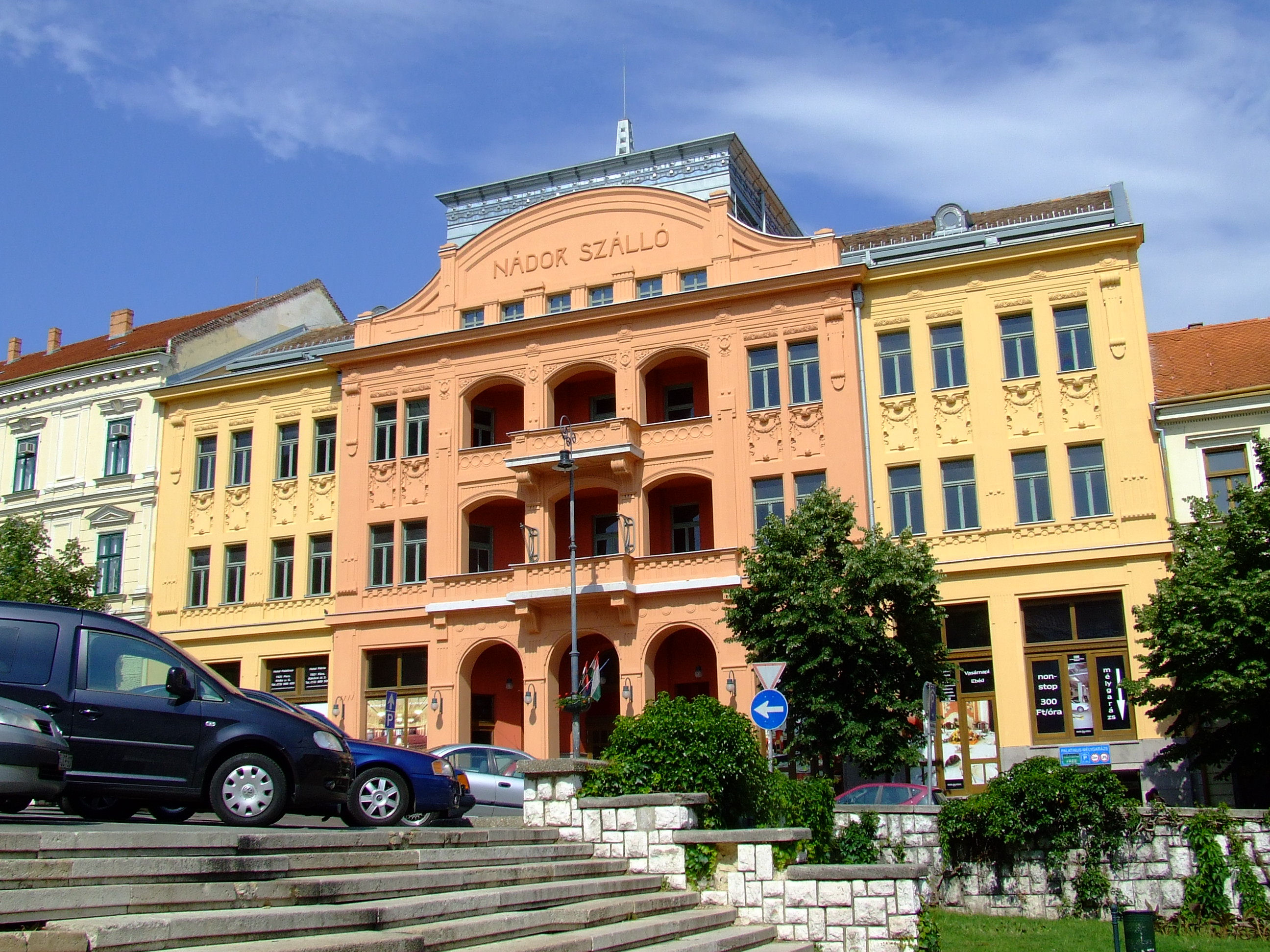
A Nádor új homlokzattal, a tér 2009-es felújítása előtt

Mintegy 100 évvel az első Nádor után a második is egyre elavultabbá kezdett válni, 1988. október 1-én bezárta kapuit, néhány évvel később az omlásveszély miatt a Széchenyi tér Nádor előtti járdaszakaszát fa palánkokkal védték. 1999-ben a Nádort megvásárolta a Danubius Hotels, 2001-ben megszületett a terv a szálloda felújítására, 2005-ben átadták a megépült mélygarázst és a megújult homlokzatot (melyek 700 millió forintba kerültek), ám az épület belső felújítására azóta sem került sor.
2009 óta a földszinten, a korábbi kávézó helyén a Nádor Galéria, a korábbi sörözőben art shop üzemel.